# Аллар, Жозеф-Теофиль
Жозеф-Теофиль Аллар (фр. Joseph-Théophile Allard, англ. Joseph-Théophile Allard; 17 августа 1842, Carleton-sur-Mer, Квебек — 30 января 1912, Каракет, Нью-Брансуик) — почётный прелат Римско-католической церкви, апостольский протонотарий, миссионер.

## Биография
Жозеф-Теофиль Аллар родился 17 августа 1842 года в Карлетон-сюр-Мер, в провинции Канада в семье крестьянина Пьера Аллара и домохозяйки Мари-Жиль, урождённой Аллэн.
В возрасте двенадцати лет поступил в семинарию в городе Николе, где освоил дисциплины классического курса. В 1863 году продолжил богословское образование в Большой Квебекской семинарии. В 1865 году поступил в колледж святого Иосифа в Мемрамкуке, в провинции Нью-Брансуик, где завершил своё образование.
В 1867 году в Сент-Джоне он был рукоположен в сан священника Джоном Суини, епископом Сент-Джона в Нью-Брансуике. Его назначили викарием священника Жозефа-Мари Паке, настоятеля прихода в городе Каракет. В 1869 году Джеймс Роджерс, епископ Чатема назначил его настоятелем прихода в Покмуш. Здесь он заболел оспой, когда ухаживал за больными прихожанами во время эпидемии. После выздоровления, в 1876 году он получил назначение на место настоятеля прихода в Каракате, но из-за несогласия с его назначением монахинь из Монреальской конгрегации Богоматери, в 1879 году он был переведён на место настоятеля прихода в Пакетвиль. Причиной конфликта стало то, что Жозеф-Теофиль Аллар потребовал от монахинь бесплатно обучать всех местных девочек в их учебном заведении, основанном ими в Каракете в 1874 году; на требование священника монахини ответили категорическим отказом. В 1881 году он стал настоятелем прихода в Сен-Франсуа-де-Мадаваска, а затем в Ил-Ривер-Кроссинг, где служил на миссии со священником Марселем-Франсуа Ришаром. В 1885 году Жозефа-Теофиля Аллара снова назначили настоятелем прихода в Каракете.
В 1894 году в Каракете им было начато строительство колледжа Святейшего Сердца Иисуса. Здание было построено в 1898 году. Епископ Джеймс Роджерс благословил его начинание. Преподавателями в новом учебном заведении стали монахи из Конгрегации Иисуса и Марии. Колледж был официально открыт в январе 1899 года. Благодаря активной деятельности священника в 1901 и 1907 годах учебное заведение получило новые корпуса, что позволило увеличить численность студентов. В 1906 году Жозеф-Теофиль Аллар был назначен апостольским протонотарием с титулом монсеньора.
Он умер в Каракете 30 января 1912 года. Его похороны состоялись 7 февраля того же года, после того, как ему удалили сердце, исполнив последнюю волю покойного. Племянник Жозефа-Теофиля Аллара, священник Жан-Жозеф-Огюст Аллар написал биографию своего дяди.